# Роанок (річка)

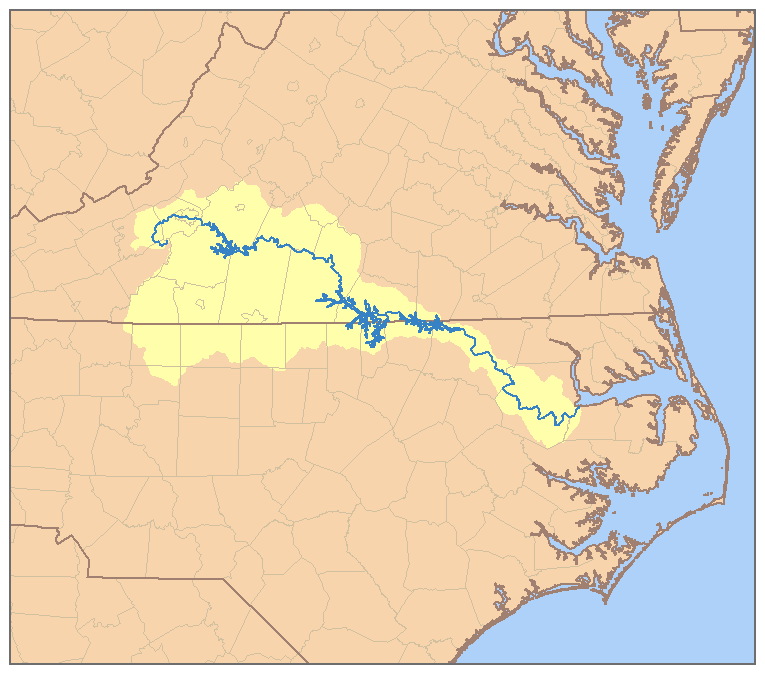
Басейн річки Роанок

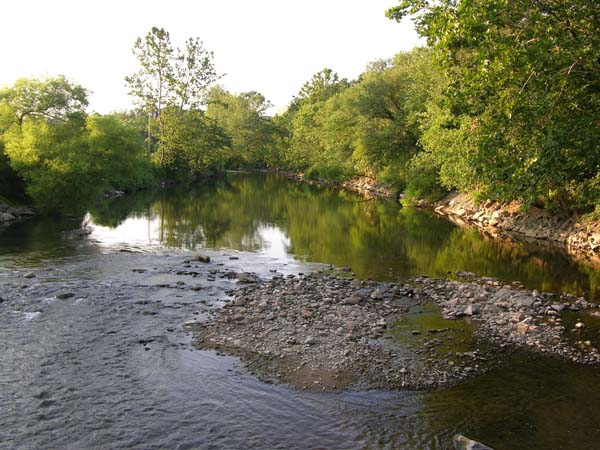
Роанок у Вірджинії

Роанок (Roanoke River ([ˈroʊəˌnoʊk])) - річка у південній Вірджинії та  північно-східній Північній Кароліні Сполучених Штатах Америки, довжиною 660 кілометрів. Основна річка південно-східної частини США, протікає переважно через сільську місцевість прибережної рівнини з східного краю Аппалачів на південний схід через Підмонт до затоки Албемарл. Це важлива річка в історії Сполучених Штатів, на ній розташовувались ранні поселення Колонії Вірджинія та  Кароліни. На 130 кілометровому нижньому відрізку нижньої течії у Вірджинії  між озерами Лісвілл (Leesville Lake) та Керр (Kerr Lake) річку називають Стентен-ривер (Staunton Riverr,  [ˈstæntən]) як однойменне місто у долині Шенпандоа. Річка перегороджена серією гребель у середній течії, формуючи низку водосховищ.